# Sherbrooke (stacja metra)
Sherbrooke – stacja metra w Montrealu, na linii pomarańczowa. Obsługiwana przez Société de transport de Montréal (STM). Znajduje się w The Plateau, w dzielnicy Le Plateau-Mont-Royal.